# Drahomíra Matznerová
Drahomíra Matznerová-Chvátalová je česká varhanice.

## Život
V roce 1990 vystudovala Pražskou konzervatoř pod vedením profesora Jana Hory. O šest let později, v roce 1996, dokončila Akademii múzických umění ve třídě profesora Jaroslava Tůmy. V době studií se zúčastnila řady varhanních kurzů v Česku, Nizozemsku a ve Francii pod vedením Petra Ebena, Martina Sandera, Heidi Emmertové, Jana Jongepiera a Jana Willema Janssena. Získala třetí cenu na Mezinárodní varhanní soutěži Petra Ebena.
Od roku 1995 působí jako titulární varhanice v kostele Panny Marie Vítězné v Praze na Malé Straně, kde v roce 2009 hrála rovněž papeži Benediktu XVI. Od roku 1996 je také varhanicí v obřadní síni Novoměstské radnice. Umělecky spolupracuje s předními sólisty. Kromě sólového hraní se věnuje doprovázení různých souborů, se kterými provedla řadu mší a oratorií.

## Koncertní činnost
Nahrává pro Českou televizi a Český rozhlas, pro které vytvořila záznamy premiér varhanních skladeb Jiřího Ropka, Jiřího Laburdy, Karla Skleničky a dalších. Pravidelně koncertuje v tuzemsku i v zahraničí.
Vystupovala na mezinárodních festivalech jako jsou Svatováclavské slavnosti, Pražské jaro, na Mezinárodním festivalu v Kutné Hoře, na Mezinárodním varhanním festivalu v Katedrále sv. Víta, na Festivalu komorní hudby v Českém Krumlově apod. Na podzim roku 2009 přednesla Koncert pro varhany a orchestr Francise Poulenca v rámci závěrečného večera Malostranských komorních slavností. V roce 2013 vystoupila se Severočeskou filharmonií Teplice s Koncertem pro varhany a orchestr J. G. Rheinbergera a Symfonií pro varhany a orchestr A. Guilmanta, nebo na Mezinárodním varhanním festivalu v Olomouci. V roce 2014 vystoupila jako sólistka se Symfonickým orchestrem hlavního města Prahy FOK a v únoru 2017 jako sólistka s Filharmonií Brno nebo se Státním komorním orchestrem Žilina.